# Dan Seagrave
Daniel "Dan" Seagrave (Worksop, Engleska, 17. srpnja 1970.) engleski je grafički dizajner i slikar, poznatiji kao autor naslovnici više albuma iz žanra death metala.

## Životopis
Seagrave je rođen u Englesku i živio je u Nottinghamu. Prvi album za koji je izradio naslovnicu bio je split album skupine Lawnmower Deth i Metal Duck britanske kuće RKT. 
Njegova prva death metal-naslovnica bila je naslovnica albuma Altars of Madness Morbid Angela. U ranim 1990-ih bio je autor više naslovnici žanra death metala i surađivao je sa sastavima kao što su Dismember, Entombed i Suffocation. Smatra da je naslovnica albuma Testimony of the Ancients nizozemskog sastava Pestillence njegova najbolja naslovnica. Krajem 1990-ih njegov doprinos naslovnicama se smanjio zbog pada popularnosti death metala. Početkom 21. stoljeća ponovno je stekao popularnost. Stvorio je naslovnice za albume sastava kao što su Suffocation, Morbid Angel i Dismember, ali također i za novi skupine kao što su Becoming the Archetype, Warbringer i The Troops of Doom. 
Svoje prvi radovi stvorio je gvašom, ali treutno radi akrilnimi bojima. Treutno živi u Torontu.

## Naslovnici
Becoming the Archetype
- Terminate Damnation (2005.)
- Celestial Completion (2011.)
- I Am (2012.)
- Children of the Great Extinction (2022.)

Benediction
- Transcend the Rubicon (1993.)

Carnage
- Dark Recollections (1990.)

Conspiracy
- Reincarnated (2006.)
- Concordat (2009.)

Decrepit Birth
- ...And Time Begins (2003.)
- Diminahing Between Worlds (2008.)
- Polarity (2010.)
- Axis Mundi (2017.)

Demon Hunter
- The Triptych (2005.)
- The World Is a Thorn (2010.)
- Exile (2022.)

The Devil Wears Prada
- With Roots Above and Branches Below (2009.)
- Dead Throne (2011.)
- The Act (2019.)

Devourmemt
- Unleash the Carnivore (2009.)

Dismember
- Like an Everflowing Stream (1991.)
- Where Ironcrosses Grow (2004.)
- The God That Never Was (2006.)

Edge of Sanity
- The Spectral Sorrows (1993.)

Entombed
- Left Hand Path (1990.)
- Crawl (1991.)
- Clandestine (1991.)

Evocation
- Tales from the Tomb (2007.)

Funebrarum
- Dormant Hallucination (2003.)

Gorguts
- Considered Dead (1991.)
- The Erosion of Sanity (1993.)

Hypocrisy
- Penetralia (1992.)

Landmine Marathon
- Sovereign Descent (2010.)

Lawnmower Deth
- Mower Liberation Front / Quack 'Em All (1989.)
- Oh Crickey, It's (1990.)
- The Return of the Fabulous Metal Bozo Clowns (1992.)

Malevolent Creation
- The Ten Commandments (1991.)
- Retribution (1992.)
- Stillborn (1993.)

Metal Duck
- Mower Liberation Front / Quack 'Em All (1989.)

Mithras
- Behind the Shadows Lie Madness (2007.)

Monstrosity
- Imperial Doom (1992.)

Morbid Angel
- Altars of Madness (1989.)
- Gateways to Annihilation (2000.)

Nocturnus
- The Key (1990.)

Pestillence
- Testimony of the Ancients (1991.)
- Spheres (1993.)
- Mind Reflections (1994.)

Rivers of Nihil
- The Conscious Seed of Light (2013.)
- Monarchy (2015.)
- Where Owls Know My Name (2018.)
- The Work (2021.)

Seance
- Fornever Laid to Rest (1992.)

Skeletal Remains
- Devouring Mortality (2018.)
- The Entombment of Chaos (2020.)
- Fragments of the Ageless (2024.)

Suffocation
- Effigy of the Forgotten (1991.)
- Breeding the Spawn (1993.)
- Souls to Deny (2004.)

The Troops of Doom
- A Mass to the Grotesque (2024.)

Vader
- The Ultimate Incantation (1992.)

The Vision Bleak
- The Unknown (2016.)

Warbringer
- Walking into Nightmares (2009.)
- Worlds Torn Asunder (2011.)

Warfare
- Deathcharge (1991.)

Xibalba
- Hasta La Muerte (2012.)